# Національний університет Гондурасу
Національний автономний університет Гондурасу (ісп. Universidad Nacional Autónoma de Honduras) — національний публічний університет Гондурасу. Був заснований 1847 року та має багато кампусів по всій країні.

## Кампуси
Головний кампус розташований у столиці країни, місті Тегусігальпа. Там розміщуються медична школа, шпиталь та студентське містечко.
Інші основні кампуси розміщуються в Сан-Педро-Сула та Комаягуа.
Є найбільшим університетом Гондурасу та одним із найбільших у Центральній Америці.